# Theresa (Wisconsin)
Theresa ist eine Gemeinde (mit dem Status „Village“) im Dodge County im US-amerikanischen Bundesstaat Wisconsin. Im Jahr 2010 hatte Theresa 1262 Einwohner.

## Geografie
Theresa liegt im mittleren Südosten Wisconsins am East Branch Rock River, dem östlichen Quellfluss des Rock River. Dieser fließt durch die Staaten Wisconsin und Illinois und mündet in Rock Island in Illinois in den Mississippi.
Die geografischen Koordinaten von Theresa sind 43°31'02" nördlicher Breite und 88°27'04" westlicher Länge. Die Stadt erstreckt sich über eine Fläche von 2,12 km².
Nachbarorte von Teresa sind Lomira (9,1 km nördlich), Theresa Station (2,9 km ostnordöstlich), Iron Ridge (19,5 km südwestlich), Mayville (9,6 km westsüdwestlich) und Brownsville (14,3 km nordnordwestlich).
Die nächstgelegenen größeren Städte sind Green Bay am Michigansee (133 km nordnordöstlich), Wisconsins größte Stadt Milwaukee (74,5 km südöstlich), Chicago in Illinois (222 km südsüdöstlich), Rockford in Illinois (179 km südsüdwestlich) und Wisconsins Hauptstadt Madison (102 km südwestlich).

## Verkehr
Wenige Kilometer östlich der Stadt verläuft der vierspurig ausgebaute U.S. Highway 41, der die kürzeste Verbindung von Milwaukee und Fond du Lac bildet. Im Zentrum von Theresa treffen die Wisconsin State Highways 28, 67 und 175 zusammen. Alle weiteren Straßen sind untergeordnete Landstraßen, teils unbefestigte Fahrwege sowie innerörtliche Verbindungsstraßen.
Etwa einen Kilometer östlich von Theresa verläuft eine Eisenbahnstrecke der zur Canadian Pacific Railway gehörenden Wisconsin Central.
Mit dem Dodge County Airport befindet sich 27,5 km westsüdwestlich ein kleiner Flugplatz. Die nächsten Verkehrsflughäfen sind der Dane County Regional Airport in Madison (98,1 km südwestlich) und der Milwaukee Mitchell International Airport in Milwaukee (82,9 Kilometer südöstlich).

## Bevölkerung
Nach der Volkszählung im Jahr 2010 lebten in Theresa 1262 Menschen in 539 Haushalten. Die Bevölkerungsdichte betrug 595,3 Einwohner pro Quadratkilometer. In den 539 Haushalten lebten statistisch je 2,34 Personen. 
Ethnisch betrachtet setzte sich die Bevölkerung zusammen aus 97,5 Prozent Weißen, 0,4 Prozent Afroamerikanern, 0,6 Prozent amerikanischen Ureinwohnern, 0,2 Prozent Asiaten sowie 0,6 Prozent aus anderen ethnischen Gruppen; 0,7 Prozent stammten von zwei oder mehr Ethnien ab. Unabhängig von der ethnischen Zugehörigkeit waren 1,7 Prozent der Bevölkerung spanischer oder lateinamerikanischer Abstammung. 
21,1 Prozent der Bevölkerung waren unter 18 Jahre alt, 62,7 Prozent waren zwischen 18 und 64 und 16,2 Prozent waren 65 Jahre oder älter. 48,9 Prozent der Bevölkerung war weiblich.
Das mittlere jährliche Einkommen eines Haushalts lag bei 43.929 USD. Das Pro-Kopf-Einkommen betrug 22.388 USD. 5,4 Prozent der Einwohner lebten unterhalb der Armutsgrenze.

## Bekannte Bewohner
- Armand James Quick (1894–1978), Arzt und Chemiker[4] – geboren in Theresa

## Bilder

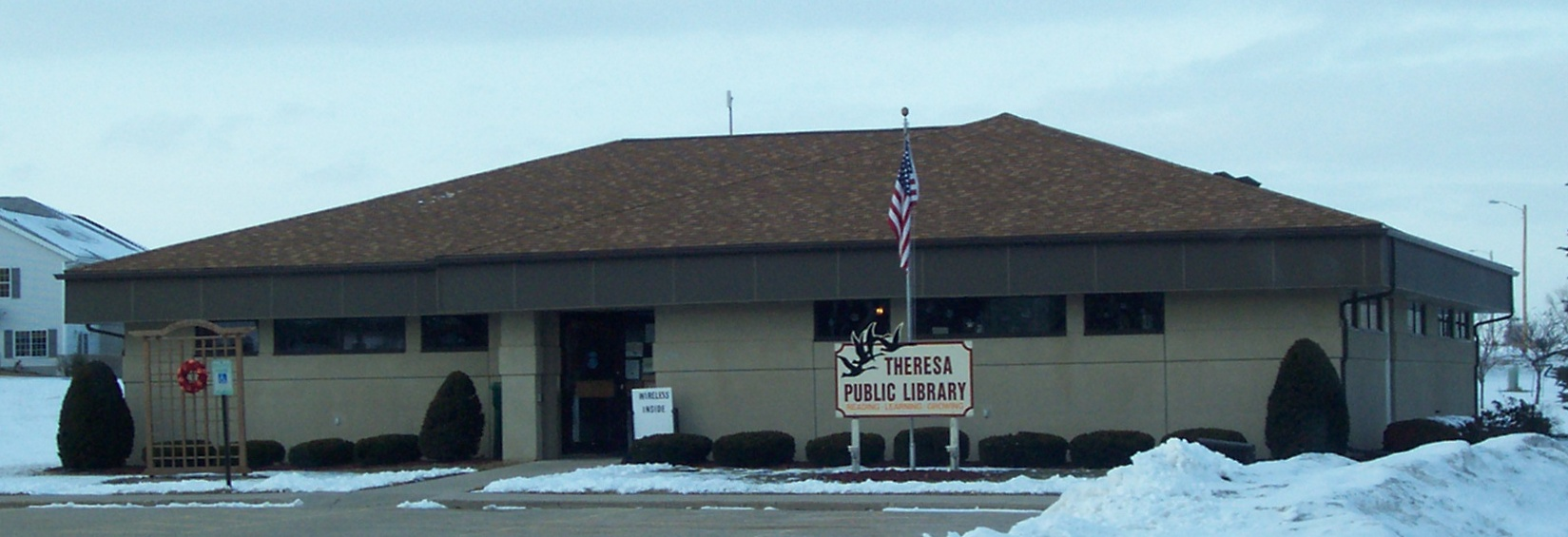
Die öffentliche Bibliothek von Theresa
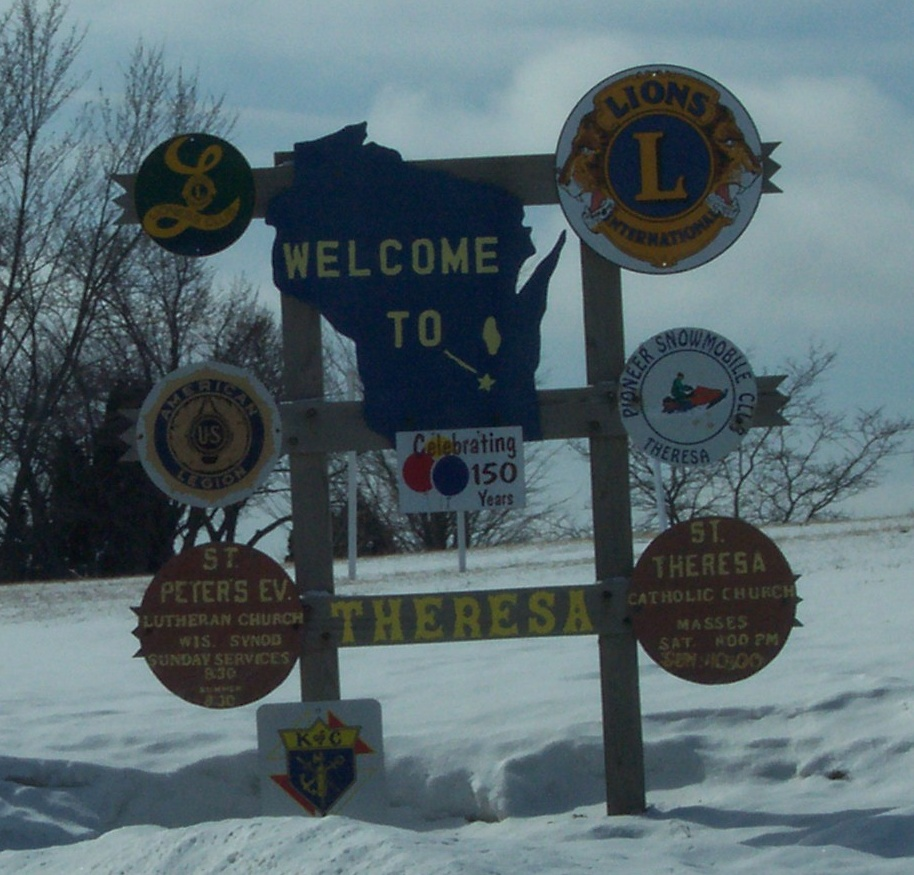
Das nördliche Ortseingangsschild
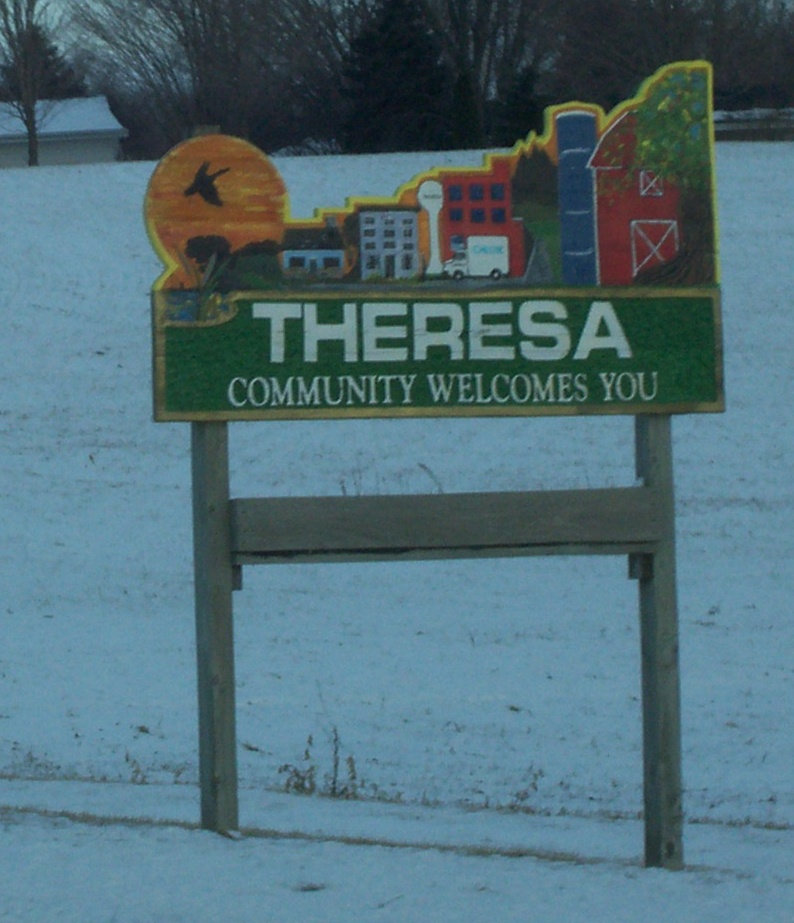
Das westliche Ortseingangsschild